# کاتب یاسین
کاتب یاسین  (به فرانسوی: Kateb Yacine) نویسنده قرن بیستم میلادی اهل الجزایر بود. وی نویسنده ای بود که به خاطر رمان ها و نمایشنامه هایش که به زبان‌های عربی الجزایری و فرانسوی نوشته شده بود مشهور بود. 
کاتب یاسین در ۶ اوت ۱۹۲۹ در کنستانتین، متولد شد. کاتب جوان ، در سال ۱۹۳۷ به مدرسه قرآن صدرات رفت، سپس در سال ۱۹۳۸ به مدرسه فرانسوی در لافایت (بوگا) در کابیلی کوچک، جایی که خانواده نقل مکان کرده بودند، رفت. در سال ۱۹۴۱ در کالج استعماری (مدرسه متوسطه) ستیف به عنوان دانشجوی مقیم ، ثبت نام کرد. وی در سال سوم کالج بود که تظاهرات ۸ مه ۱۹۴۵ رخ داد. 
او در این تظاهرات شرکت کرد که با قتل عام بین شش تا هشت (به گفته ملی گرایان چهل و پنج) هزار الجزایری توسط ارتش و پلیس فرانسه در کشتار ستیف و گوئلما به پایان رسید. سه روز بعد او را بازداشت و به مدت دو ماه زندانی کردند. 
از آن زمان به بعد او به یک حزب برای آرمان ملی گرایانه تبدیل شد. وقتی که او از دبیرستان اخراج شد، پدرش باتوجه به زوال سلامت روانی مادرش، وقتی یاسین را افسرده و غرق در نوشته های لوترامون و بودلر دید ، او را به دبیرستان در بون (آنابا) فرستاد.
کاتب یاسین اولین مجموعه شعر خود را در سال ۱۹۴۶ منتشر کرد. او  "سیاسی" شده بود و زیر نظر "حزب خلق الجزایر"، "حزب بزرگ ملی گرای توده ها" به سخنرانی پرداخت. در ماه مه ۱۹۴۷ به حزب کمونیست الجزایر پیوست. او بین سالهای ۱۹۴۹ تا ۱۹۵۱ روزنامهنگار روزنامه «الجر جمهوری» بود.
پس از مرگ پدرش در سال ۱۹۵۰، یاسین به عنوان یک درازکش (کارگر لنگرگاه) در الجزایر مشغول به کار شد.  او به پاریس بازگشت و تا سال ۱۹۵۹ در آنجا ماند. در این دوره در پاریس با ملک حداد کار کرد، با محمد ایسیاخم رابطه برقرار کرد و در سال ۱۹۵۴ به طور گسترده با برتولد برشت صحبت کرد.  در سال ۱۹۵۴، مجله اسپریت نمایشنامه یاسین "Le cadavre encerclé" را منتشر کرد که توسط ژان ماری سررو روی صحنه رفت اما در فرانسه ممنوع شد.
بین سالهای ۱۹۷۲ و ۱۹۷۵ کاتب با اجرای نمایشهای «محمد پرندس تا والیس» و «لا گِر دو میل انس» به فرانسه و جمهوری دموکراتیک آلمان سفر کرد.  دولت الجزایر در سیدی بل آبس کم و بیش او را به کارگردانی تئاتر منطقه ای شهر به عنوان نوعی تبعید محکوم کرد.  یاسین که از حضور در تلویزیون منع شده بود، نمایشنامه های خود را در مدارس یا مشاغل به روی صحنه برد.  او اغلب به دلیل تأکیدش بر سنت بربر و زبان «تامازیت» و همچنین به دلیل مواضع لیبرال خود در مورد مسائل برابری جنسیتی مانند موضعش در برابر زنان مجبور به پوشیدن روسری مورد انتقاد قرار گرفت.